# 阿扎茲加區

阿扎茲加區（阿拉伯语：‎），是阿爾及利亞的行政區，位於該國北部，由提濟烏祖省負責管轄，首府設於阿扎茲加，面積360平方公里，2008年人口83,560，人口密度每平方公里232人。